# 深瀬鋭一郎
深瀬 鋭一郎（ふかせ えいいちろう、1963年9月4日 - ）は、日本の美術評論家。深瀬記念視覚芸術保存基金代表。

## 略歴
大阪府吹田市生まれ。深瀬鋭次郎は父。
- 1986年 - 東京大学法学部卒業[1]
- 1987年 - 1989年 自治省（現総務省）で義務教育・観光・文化施設等の業務計画審査・起債借入許可を担当[2]
- 1993年 - 1999年 父が経営する会社の収蔵美術品について真贋判定・価格評価を実施[3]
- 1998年 - 深瀬記念視覚芸術保存基金を個人で設立運営[4]
- 1999年 - 2000年 深瀬記念視覚芸術保存基金「初個展賞」を運営[5]
- 2001年 - 2002年 パブロルイズピカソ財団在日総合コーディネーター[6]
- 2002年 - 2013年 サンキューアートの日「大江戸芸術書店めぐり」催行[7]
- 2003年 - 「第8回国際コンテンポラリーアートフェスティバル」にてグループ展をキュレーション [8]
- 2004年 - 国際交流基金フェローシッププログラム指導教官 [9]
- 2005年 - 新宿区ダンボール絵画研究会を結成、事務局長に就任[10]
- 2006年 - 芸術で地球を救う会を結成、会長に就任[11]
- 2006年 - 「アースデイ東京2006 お話の森 芸術は地球を救う」をキュレーション[12]
- 2006年 - 「100万人のキャンドルナイト2006年夏至 - GINZAで銀河をみる」をキュレーション[13]
- 2006年 - 「human Be-in '06」（ヒューマン・ビーイン2006）芸術ディレクター。史上最多の6,500人が参加[14]
- 2006年 - 「エコ・アート大賞」（現 eco japan cup カルチャー部門）を創設し、審査委員会幹事に就任、コンペティションと受賞者展（於東京国際展示場）を運営[15]
- 2007年 - 「eco japan cup 2007 Showcase 〜エコロジーのゲルニカを創ろう!」（於国連大学ビル内地球環境パートナーシッププラザ）主催[16]
- 2007年 - 「TOKYO MiLKY WAY」（芸術施設による「100万人のキャンドルナイト」参加アート・フェスティバル）の総合ディレクターに就任し、新型コロナウィルスの感染拡大に伴う中止までの間、毎年開催を継続[17]
- 2008年 - 2010年 「art-Link 上野-谷中」アート・コンペティション「龍門」審査委員長に就任[18]
- 2008年 - 2010年 「モンブラン・パトロネージ深瀬記念視覚芸術保存基金賞」を運営[19]
- 2008年 - 「WEBダカーポ」（株式会社マガジンハウス）にコラム「深瀬鋭一郎のあーとdeロハス」連載開始[20]
- 2009年 - 「東京アンデパンダン展」発起人兼実行委員長に就任[21]。「二十一世紀初頭のアンデパンダンのための檄文」及び「東京アンデパンダン展「二十一世紀初頭のアンデパンダンのための檄文」解題」を公表[22][23][24][25]
- 2009年 - 2011年 上海万博公園彫刻プロジェクト日本委員会委員長に就任、日本関係の美術プログラムを付託される[26]
- 2010年 - 日本美術会（日本アンデパンダン展）、横浜開港アンデパンダン展、東京アンデパンダン展、日本橋アンデパンダン展の各実行委員会が結成した日本各地のアンデパンダン展による緩やかな連携体「日本アンデパンダン連合」の幹事に就任
- 2011年 - 江戸川区自然動物園と行船公園噴水広場で定期開催するワークショップ・イベント「親子でふれあうアート広場」を企画、6時間で3,000人の観客が詰めかける[27]
- 2012年 - 「江戸川区の美術史と現在のアートシーン」をテーマとする展覧会「芸術の秋、感性も呼吸する。『えどがわ、アートな日和』」をゲスト・キュレーション。篠崎文化プラザ企画展示ギャラリーにて歴代4位の4万人が観覧[28]
- 2014年 - 10周年を迎え2012年に終了した「100万人のキャンドルナイト」の芸術施設部門「TOKYO MiLKY WAY」の開催を再開[29]
- 2020年 - 新型コロナウィルスの感染拡大に伴い、展覧会、イベント等の開催の中止・自粛を発表[30]
- 2023年 - 海外アーティスト向けのアーティスト・イン・レジデンス提供を開始[31]
- 2023年 - Kunstmuseum BochumでHa-Ha-Ha-Ho-Ho-Ho Operaに出演[32]2023年 - Willem de Ridder（2022年12月29日没）の追悼イベント”I felt like seeing Willem”をアムステルダムと東京で開催[33]。
- 2023年 - 2024年 「アウト・オブ・バウンズ フルクサスと日本人女性芸術家たち」展（ジャパン・ソサエティ）に塩見允枝子「Spatial Poems」の一部として”I felt like seeing Willem”の記録を展示[34][35]
- 2025年 - フルクサスなどの活動で知られる斉藤陽子の日本における初の回顧展「斉藤陽子×あそぶミュージアム」をゲスト・キュレーション[36][37]

## 受賞
- 2007年度グッドデザイン賞コミュニケーションデザイン部門「東京自転車グリーンマップ」（文化施設紹介部分サポート）
- 第17回モンブラン国際文化賞（モンブラン・デ・ラ・キュルチュール - アート・パトロネージ・アワード2008）受賞

## 著書・論文
- 『てんぴょう』005号「山内崇嗣」
- ドキュメンテーションカタログ『INSIDEOUT Festival der Neuen Kunst』Bunker in the Reinhardtstrase (Berlin、2002年）作品解説
- 研究叢書『新宿ダンボール絵画研究』（新宿区ダンボール絵画研究会編）共同執筆・発刊特別協力
- 『現代思想』2006.vol.34-1 特集災害 難民・階級・セキュリティ「災害、ガバナンス、そして芸術」
- ドキュメンテーションカタログ『Hiroshima Art Project 2007　旧中工場アートプロジェクト』作品解説
- アート＆ミュージアム・マガジン『LR Returns 16』冒頭特集「アートと社会をつなぐ実験」
- 『美術運動』No.140「未来のダダもまた三角の正札である」
- 『美術運動』No.141「第2回アンデパンダン展主宰者討論会ー21世紀型のアンデパンダン展を目指す討論の記録」
- 『美術運動』No.142「100万人のキャンドルナイト」